# Aphirape misionensis
Aphirape misionensis là một loài nhện trong họ Salticidae.
Loài này thuộc chi Aphirape. Aphirape misionensis được María Elena Galiano miêu tả năm 1981.